# Atactosturmia vittata
Atactosturmia vittata là một loài ruồi trong họ Tachinidae.